# Automobiles Gonfaronnaises Sportives
Automobiles Gonfaronnaises Sportives (AGS) was een Formule 1-team van 1986 tot en met 1991. Daarvoor kwam het in verschillende andere raceklassen uit.
AGS werd opgericht door de Franse monteur Henri Julien, die in de jaren vijftig in een garage in Gonfaron werkte. Nadat hij gestopt was als coureur besloot Julien raceauto's te bouwen samen met Christian Vanderpleyn en ze begonnen in 1968 AGS. Na jaren in de Formule France, Formule Renault, Formule Super Renault en de Formule 3 maakte het team in 1978 de overstap naar de Formule 2. Na een moeizaam begin werden in de volgende seizoenen enkele podiumplaatsen en een overwinning behaald.
In 1985 werd de Formule 2 opgevolgd door de Formule 3000 maar Julien voelde zich niet thuis in de nieuwe serie en men richtte zich op een avontuur in de Formule 1. Halverwege 1986 was het zover: voormalig Ferrari-coureur Didier Pironi testte de eerste AGS Formule 1-wagen enkele malen en Ivan Capelli werd ingeschreven voor twee races. De wagen bestond uit verouderde onderdelen (voor een deel van Renault) en Capelli wist door pech niet te finishen. Het team werkte in die tijd nog steeds vanuit een garage in Gonfaron en had nauwelijks mensen in dienst, een groot verschil met grote teams als McLaren en Ferrari.
In 1987 werd de opgelapte wagen opnieuw ingezet met Pascal Fabre als coureur. De wagen bleek erg langzaam maar ook zeer betrouwbaar, waardoor Fabre zeven keer op rij kon finishen, hoewel steeds met flinke achterstand. Aan het eind van het seizoen werd Fabre vervangen door Roberto Moreno, die het eerste punt van het team scoorde in Australië.
Philippe Streiff werd vervolgens aangetrokken als coureur voor het seizoen 1988. De auto van dat jaar bleek echter onbetrouwbaar en Streiff finishte maar vier keer. Halverwege het seizoen verliet de hoofdsponsor het team, na beloofd te hebben een nieuwe fabriek te financieren. Ook een groot deel van de staf, waaronder Vanderpleyn, stapte op.
Voor het seizoen 1989 werd de rampspoed nog groter, toen Streiff bij testritten in Brazilië een ongeluk kreeg en verlamd raakte. Julien verkocht het team toen aan Cyril de Rouvre en Gabriele Tarquini werd de vervanger van Streiff. De tweede coureur was Joachim Winkelhock. Het werd een moeizaam jaar, waarin Winkelhock na slechte prestaties vervangen werd door Yannick Dalmas. Tarquini scoorde nog wel een punt.
Eind 1989 volgde een nieuwe reorganisatie maar opnieuw met weinig effect. Tarquini en Dalmas maakten in 1990 geen indruk en ook een jaar later waren de financiële problemen groot. De Rouvre verkocht het team begin 1991 uiteindelijk aan Patrizio Cantu en Gabriele Raffanelli die Stefan Johansson (vervanger van Dalmas) direct op straat zetten en vervingen door hun landgenoot Fabrizio Barbazza. Ook werden de teamkleuren aangepast.
Pas in het najaar van 1991 verscheen de nieuwe auto voor dat seizoen en dat was te laat om het team te redden. Niet lang daarna sloot het zijn deuren. Hierna ging AGS over tot het verhuren van Formule 1-auto's aan belangstellenden die zo konden ervaren hoe een echte Formule 1-auto rijdt.